# My Son John
My Son John is een Amerikaanse dramafilm uit 1952 onder regie van Leo McCarey.

## Verhaal
Dan en Lucille Jefferson proberen hun intelligente maar arrogante zoon John tevergeefs te behoeden voor de verlokkingen van het communisme. Hij werkt voor een overheidsinstelling in Washington en keert terug naar huis na een lange afwezigheid. Tijdens zijn verblijf blijkt John te zijn gehersenspoeld door communisten. Als een agent van het FBI Lucille vertelt dat haar zoon spioneert voor de Russen, reist ze naar Washington om hem uit te horen. Ze komt erachter dat de nieuwe vriendin van John rode sympathieën heeft.

## Rolverdeling
| Acteur          | Personage         |
| --------------- | ----------------- |
| Helen Hayes     | Lucille Jefferson |
| Van Heflin      | Stedman           |
| Dean Jagger     | Dan Jefferson     |
| Robert Walker   | Don Jefferson     |
| Minor Watson    | Dokter Carver     |
| Frank McHugh    | Pastoor O'Dowd    |
| Richard Jaeckel | Chuck Jefferson   |
| James Young     | Ben Jefferson     |

## Prijzen en nominaties
| Jaar | Prijs  | Categorie     | Genomineerde(n) | Uitslag     |
| ---- | ------ | ------------- | --------------- | ----------- |
| 1952 | Oscars | Beste verhaal | Leo McCarey     | Genomineerd |